# Faigel Gyula
Faigel Gyula (Ormosbánya, 1954. szeptember 17. –) Széchenyi-díjas magyar fizikus, a Magyar Tudományos Akadémia rendes tagja. A szerkezetkutatás, a röntgen- és gamma-sugárzáson alapuló kísérleti technikák és a szerkezetkutatás új méréstípusainak jelentős kutatója. Számos publikációt jelentetett meg Tegze Miklóssal közösen, főleg röntgenholográfiai témában.

## Életpályája
1974-ben kezdte meg egyetemi tanulmányait az Eötvös Loránd Tudományegyetem Természettudományi Karának fizikus szakán, itt szerzett fizikusdiplomát 1979-ben. 1981-ben védte meg egyetemi doktori disszertációját. Diplomájának megszerzése után az MTA Központi Fizikai Kutatóintézet (KFKI) Szilárdtestfizikai Kutatóintézeténél (SZFKI) kapott doktori ösztöndíjat, majd 1981-től tudományos segédmunkatársként kezdett el dolgozni. 1985-től két éven át a brookhaveni Nemzeti Laboratórium vendégkutatója volt, majd hazatérése után tudományos munkatársi beosztásba került. 1989-ben tudományos főmunkatárs lett és a röntgendiffrakciós csoport vezetőjévé nevezték ki. 1998-ban, amikor az SZFKI neve kiegészült az optikával (Szilárdtestfizikai és Optikai Kutatóintézet), tudományos tanácsadóvá léptették elő, csoportvezetői pozícióját megtartva. 2001-ben kutatóprofesszori megbízást kapott. Kutatóintézeti állása mellett az Eötvös Loránd Tudományegyetem és a Budapesti Műszaki és Gazdaságtudományi Egyetem meghívott előadója volt.
1988-ban védte meg a fizikai tudományok kandidátusi, 1998-ban akadémiai doktori értekezését. Az MTA Szilárdtestfizikai Bizottságának és az Akadémiai Kutatóhelyek Tanácsának lett tagja. 2001-ben megválasztották a Magyar Tudományos Akadémia levelező, 2007-ben pedig rendes tagjává. Közben 2002-ben a Fizikai Tudományok Osztálya elnökhelyettese, 2008-ban annak elnöke lett. Ilyen minőségében az MTA elnökségében is részt vesz. Emellett a Nemzetközi Kapcsolatok Bizottságának lett tagja. Akadémiai tisztségei mellett az Eötvös Loránd Fizikai Társulat tagja, valamint Díjbizottságának elnöke, valamint az Európai Fizikai Társulat tagja. 2000-ben a Magyar Akkreditációs Bizottság Fizikai Szakbizottságának elnöke volt.

## Munkássága
Fő kutatási területe a szerkezetkutatás, a röntgen- és gamma-sugárzáson alapuló kísérleti technikák és a szerkezetkutatás új méréstípusai, a szinkrotronsugárzás atommagokon való rezonanciája, valamint a Mössbauer-spektroszkópia fizikai kérdései.
Nevéhez fűződik a nukleáris rezonanciaszórás dinamikus elméletének több jóslatának igazolása, így többek között az atommagok gerjesztett állapota lebomlásának egyes kitüntetett irányokban történő felgyorsulását; a polarizációs keveredést, ami a magszórás hatására lép fel, illetve a magnívók közötti úgynevezett tiszta mágneses kvantumoszcilláció (kvantumrezgés) közvetlenül a gerjesztés idejétől való mérését. Tegze Miklós fizikussal közösen felépített egy olyan mérőberendezést, amely atomi felbontású röntgen-holográfiára alkalmas. E berendezés segítségével bizonyították be elsőként, hogy lehetséges az ehhez kapcsolódó hologramok felvétele és az atomi pozíciók háromdimenziós rekonstruálása. Munkatársaival sikerült a fullerénmolekulák magyarországi előállítása, ehhez C60 molekulákból az ehhez szükséges vegyületeket szintetizálniuk.
Több mint száztíz tudományos publikáció szerzője vagy társszerzője, amelyek részben nemzetközi folyóiratokban jelentek meg. Munkáit magyar és angol nyelven adja közre.

## Díjai, elismerései
- Akadémiai Ifjúsági Díj (1989)
- Gyulai Zoltán-díj (1994)
- Akadémiai Díj (1996)
- Széchenyi-díj (1999, megosztva)

## Főbb publikációi
- Structure Study of Fe-B and Fe-Ni-B Systems (társszerző, 1985)
- New Approach to the Study of Nuclear Bragg Scattering Using Sychrotron Radiation (társszerző, 1987)
- Observation of the Full Time Evolution of the Nuclear Collective Decay Mode in Crystalline Fe2O3 Excited by Synchrotron Radiation (társszerző, 1988)
- Direct Osbervation of Poliraztion Maxing in Nuclear Bragg X-ray Scattering of Synchrotron Radiation (társszerző, 1989)
- Atomic resolution x-ray holography (Tegze Miklóssal, 1991)
- Structure and Stability of Crystalline C60-n-pentane Clathrate (társszerző, 1992)
- Quasi one Dimensional Electronic Structure in Orthorhombic Rb1C60 (társszerző, 1994)
- Polymeric Fullerene Chains in Rb1C60 and K1C60 (társszerző, Nature, 1994)
- X-ray Holography with Atomic Resolution (Tegze Miklóssal, Nature, 1996)
- Na4C60: An Alkali Intercalated Two-dimensional Polymer (társszerző, 1997)
- X-ray Holography (Tegze Miklóssal, 1999, társszerző, 2000)
- Imaging Light Atoms with Isotopic Resolution (társszerző, 1999)
- X-ray Holography: Theory and Experiment (Tegze Miklóssal, 2001)
- A szerkezetkutatás jövője, a jövő szerkezetkutatása (2001)
- Dynamics in a Cluster under the Influence of Intense Femtosecond Hard X-ray Pulses (társszerző, 2004)
- Rotor-Stator Molecular Crystals of Fullerenes with Cubane (társszerző, 2005)
- Egyedi molekulák atomi szerkezetének leképezése: álom vagy realitás? (2008)